# Paul Doll
 (mai 2024).
- Si vous ne connaissez pas le sujet, laissez ce bandeau (vous pouvez alors contacter les auteurs).
- Si vous supprimez le contenu mis en cause (vous pouvez préalablement contacter les auteurs),

argumentez précisément cette suppression dans la page de discussion
(un manque de référence n'est pas un argument ; une recherche réelle de référence doit avoir été effectuée, être formellement documentée).
 (janvier 2020).
Paul Ernest Doll, né le 29 avril 1894 à Malzéville en France et mort le 18 avril 1969 à Carbon-Blanc, est un artiste, peintre, illustrateur et décorateur français.

## Biographie
Dans sa jeunesse, il fréquente l'institution privé catholique de Saint-Joseph à Nancy. En 1910, Paul Doll intègre l'école des beaux-arts de Nancy, dont l'artiste Victor Prouvé est le directeur, et Jacques Gruber son professeur.
En 1912, à Paris, les Galeries Lafayette s’agrandissent et vont se couvrir de leur célèbre coupole en verre. C'est Jacques Gruber, artiste nancéien, maître verrier et professeur de composition décorative aux Beaux-Arts de Nancy qui a été commandité pour réaliser la verrière. Louis Majorelle réalisera les ferronneries, et Gruber les vitraux. Il demande alors à son ami Victor Prouvé un de ses élèves pour l'accompagner à Paris. C'est Paul Doll qui est choisi, pour son premier travail.
En 1914, il est engagé volontaire au 20e corps du 107e régiment d'infanterie. Durant les hostilités, il fait preuve de beaucoup de bravoure qui lui vaut, outre le titre d'officier de la Légion d'Honneur, la Croix de Guerre avec 3 palmes et 2 citations, la médaille de la Marne et celle de Verdun. Gravement blessé au bras en 1918, il traverse une longue période de convalescence, devient gaucher et recouvre partiellement l’usage de la main droite.
Il réalise de nombreux croquis sur le vif saisissants de réalisme dont certains illustrent les poèmes Les minutes rouges, de Lucien Linais - 1929 (bibliothèque départementale de Nancy).
C'est en fin 1922 qu'il rejoint le groupe d'artistes de l'atelier des Arts Graphiques de Jarville près Nancy. Paul Doll y exercera jusqu'à son départ pour Bordeaux en 1940.

## Illustration
Le premier numéro de L'Est illustré (supplément de L'Est républicain) paraît à cheval sur la dernière semaine de 1922 et la première de janvier 1923, Paul Doll et Paul Colin se partageront l'illustration du journal.
Outre l'illustration de journaux régionaux, L'Est illustré, Le Pays lorrain, L'Est républicain, L'Étoile de l'Est ou moins locaux comme L'Ancien combattant.

### Livres
- Le Rideau baissé de Lucien Linais
- Les Minutes rouges de Lucien Linais
- En écoutant les gosses de Henri Gaudel (1929)
- Abécédaire
- La Girafe
- Les fables de La Fontaine

## Artistes
Paul Doll devient membre d'associations d’artistes:
- Les artistes Anciens combattants
- Association des artistes lorrains
- Les Amis des Arts

Ses fonctions de directeur artistique d'une importante entreprise de Nancy, spécialisée dans la décoration, la création la production et l'impression de papiers peints et d'affiches.
Un article de la revue mensuelle Les AS dans l'art, l'industrie et le commerce (bibliothèque départementale de Nancy) sortie à Paris dans le premier numéro en mai 1928 lui consacre un article et fait l’éloge du génie inventif de Paul Doll lors de l’exposition universelle internationale de Paris: il réalise la décoration de stands en «plantant» une scène de composition.

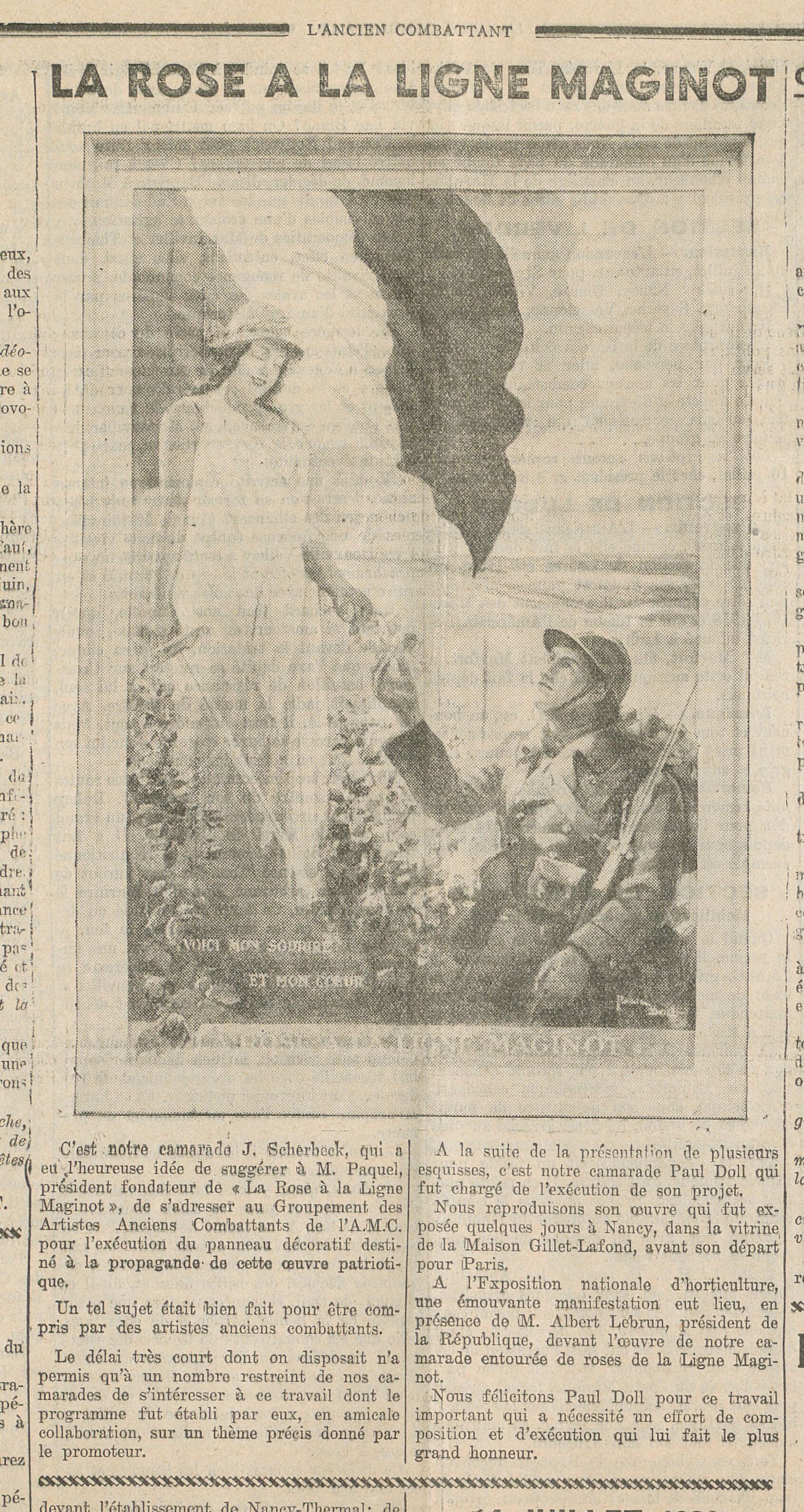
Article de presse paru dans l'Ancien Combattant du 30 juin 1939 concernant l'affiche créée par Paul Doll pour la promotion de la Rose à la Ligne Maginot. (source : Bibliothèque nationale de France)

Il fournit la célèbre maison Duthil et Turquétil à Paris en «cartons» (maquette de papiers peints).

## Prix
- 1910-1911 : prix « Dessin » C.E. 1re Div. Beaux Arts de Nancy
- 22 mars 1927 : 3e prix Concours d'affiche pour l'Exposition Hôtelière[7]
- 9 juillet 1929 : 1er prix à la Foire-Exposition de Nancy[8].
- 8 décembre 1929 : 1er prix et 10e prix concours d'affiche de la ligue anti alcoolique[9]
- 13 mars 1935 : 3e prix du concours pour l'affiche de la maison de Jeanne d'Arc à Domrémy[10]
- 23 juillet 1931 : prix d'honneur à l’Exposition des Arts Graphiques Modernes à Jarville. (paru dans Le Télégramme des Vosges)
- 10 mars 1935 : Livre d'or (l'Est Républicain)
- 11 juin 1937 : 1er prix concours d'affiche par la Société Lorraine des Amis des Arts à la salle Poirel à Nancy[11].

### Prix de la Chambre du commerce de Nancy[12]
- 1912 : 1er prix « étude de la plante »
- 1912 : 1er prix « éléments décoratifs »
- 1913 : 2e prix « étude de la plante »
- 1913 : prix « arts appliqués à l’industrie »

### Prix de la Société industrielle de l’Est
- 1924 : Prix lors de l’exposition régionale du travail. (Nancy)

## Affiches
- La Rose de la ligne Maginot

Fêtes du cinquantenaire de l’Association des étudiants de Nancy en avril 1926.(Bibliothèque municipale de Nancy)

- Cinquantenaire de l’Association des étudiants de Nancy – avril 1926[13]
- Cinquième centenaire de la naissance de Jeanne d’Arc – 1929[14]
- Concerts au Hanneton
- Souscription pour le Monument commémoratif du roi des Belges Albert Ier - 1932[15] (monument érigé à Nancy)
- Exposition internationale de la Foire de Paris
- Le charbon de L’Est charbonnier
- Concert du café « Le Riche » à Nancy
- Passavant la Rochère (collection particulière)
- Le Hanneton[16]

## Galerie
- Exposition Tombola en faveur de l'Aviation Militaire[17].
- Salle Poirel à Nancy[11]
- Exposition Cercle Artistique[18]
- Galerie Mosser à Nancy[19]

## Distinctions
- Officier de la Légion d'honneur
- Médaille militaire[20]
- Croix de guerre 1914–1918